# Ivan Masařík
Ivan Masařík (* 14. září 1967 Jilemnice) je bývalý český biatlonista. Čtyřikrát startoval na olympijských hrách, jeho nejlepším individuálním výsledkem je čtvrté místo ve vytrvalostním závodě v Naganu 1998.
Od konce sportovní kariéry obchoduje se sportovními potřebami a věnuje se také tréninku mládeže v běhu na lyžích. Je ženatý, má syna a dceru. V roce 2007 se stal expertem komentátorského týmu biatlonových závodů ve sportovní redakci České televizi.

## Sportovní kariéra
S lyžováním začal v deseti letech v klubu Naveta Jablonec.
Na Zimních olympijských hrách startoval v letech 1992, 1994, 1998 a 2002. V individuálních závodech skončil nejlépe na 4. místě ve vytrvalostním závodě v Naganu 1998, na 12. místě ve sprintu v Albertville 1992 a na 15. místě ve sprintu v Naganu 1998. Kromě individuálních závodů se zde zúčastnil také závodů štafet, které se umístily na pátém (Salt Lake City 2002) a sedmé místě (Albertville 1992).
Na světových šampionátech získal v letech 1990 a 1995 dvě stříbrné medaile v závodech družstev. V závodech světového poháru byl v roce 2001 členem vítězné štafety v Anterselvě.